# Citotoxina traqueal

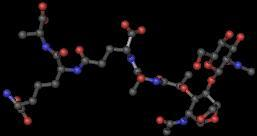
estructura tridimensional de la citotoxina traqueal

La citotoxina traqueal, también conocida como TCT (del inglés tracheal cytotoxin) es una toxina que aparece en los pulmones de los pacientes que sufren tos ferina o en las trompas de Falopio infectadas por gonorrea. En el caso de la tos ferina, el agente generador de las toxinas es una bacteria del género Bordetella
.
Tanya Koropatnick, de la Universidad de Hawái describió la presencia de esta toxina como agente significativo en el proceso de desarrollo y muerte de tejidos en el órgano fotóforo del calamar luminiscente Euprymna scolopes
.